# Judas Barsabás
Judas, dito Barsabás, foi um dos dois discípulos enviados pelos "apóstolos e anciãos" em Jerusalém para acompanhar Paulo e Barnabé (Bíblia) na entrega da carta do Concílio de Jerusalém a respeito da circuncisão, por volta do ano 49 da nossa era, depois de resolvida a controvérsia surgida em Antioquia e posteriormente analisada em Jerusalém. 

## História
Tanto Judas como o seu companheiro, Silas eram considerados "homens de liderança entre os irmãos" (Atos 15:22). A carta foi dirigida "aos irmãos em Antioquia, e Síria, e Cilícia". Judas e Silas são mencionados apenas como estando em Antioquia, e não há registro de que tenham ido mais longe. Eles deviam confirmar verbalmente a mensagem contida na carta. Judas era profeta, e, como orador visitante, proferiu muitos discursos aos irmãos em Antioquia, encorajando-os e fortalecendo-os. (Atos 15:22–32).
Atos 15:33 indica que Judas e Silas retornaram a Jerusalém depois de "passarem ali algum tempo" com os cristãos em Antioquia. Certos manuscritos (tais como o Codex Ephraemi e o Codex Bezae) contêm o versículo 34, que reza, com variações: "Mas pareceu bem a Silas permanecer ainda ali; todavia, Judas partiu sozinho para Jerusalém". Este versículo é omitido em manuscritos fidedignos mais antigos (Codex Sinaiticus, Codex Alexandrinus, Codex Vaticanus). Poderia tratar-se duma nota marginal para explicar o versículo 40, e, com o tempo, ter sido introduzido no texto principal.
Alguns comentadores sugeriram que Judas, chamado Barsabás, era o irmão de "José, chamado Barsabás", discípulo proposto para tomar o lugar de Judas Iscariotes (Atos 1:23), mas não há nenhuma evidência bíblica em apoio disso, exceto a mera similaridade do nome. Judas não é novamente mencionado na Bíblia depois de ter voltado a Jerusalém.